# Elieser Berlinger
Eliësêr Berlinger (Illingen, 27 januari 1904 – Amsterdam, 1 november 1985) was van 1956 tot 1985 opperrabbijn van het Interprovinciaal Opperrabbinaat te Utrecht, dat met uitzondering van Amsterdam, Den Haag en Rotterdam heel Nederland bestrijkt. 
Berliner behaalde in 1928 zijn diploma aan de rabbijnenschool van Berlijn. Hij was van 1932 tot 1946 als rabbijn werkzaam in Malmö, Zweden, en daarna zes jaar als opperrabbijn in Helsinki, Finland. Berlinger kwam in 1954 naar Nederland als rabbijn van het Nederlands-Israëlitisch Kerkgenootschap en werd in 1956 benoemd tot opperrabbijn.